# Rógvi Johansen
Rógvi Johansen (* 22. April 1964) ist ein ehemaliger Radrennfahrer von den Färöer-Inseln.

## Sportliche Laufbahn
Johansen war im Straßenradsport aktiv. 1999 und 2000 gewann er mit dem Kring Føroyar das einzige Etappenrennen auf den Färöer-Inseln. Er startete einige Jahre für den dänischen Verein „Cycling Aarhus“.
Bei den Island Games, einem internationalen Wettkampf von Sportlern autonomer Inseln bzw. Inselgruppen, vertrat er mehrfach sein Heimatland.